# Lydia Lunch
Lydia Lunch (nascida Lydia Koch em 2 de junho de 1959 em Rochester, Nova Iorque) é uma cantora, poeta, escritora e atriz americana.

## Biografia
Depois de chegar na cidade de Nova Iorque aos 16 anos, Lunch se mudou para uma grande pensão de artistas e musicos. Logo ganhou o sobrenome "Lunch" (almoço, em inglês) por roubar frequentemente o almoço para seus colegas artistas (também famintos). Depois de tornar-se amiga da banda Suicide, no clube noturno "Max's Kansas City", ela iniciou a banda No Wave chamada Teenage Jesus & the Jerks em 1976 com seu parceiro artístico, o músico James Chance. Ambos apareceram na coletânea de No Wave chamada "No New York. Lunch apareceu mais tarde em duas músicas do album Off White, de James Chance em 1978, onde Lunch usou o pseudônimo de "Stella Rico".
Apareceu em dois filmes dirigidos pelo casal de cineatas Scott B e Beth B. No curta-metragem Black Box (1978) ela atuou como uma torturadora não-nomeada, e no longa metragem Vortex (1983), atuou como uma detetive privada chamada "Angel Powers". Ela também apareceu em vários filmes de Vivienne Dick, incluino "She Had her Gun All Ready" (1978) e "Beauty Becomes the Beast (1979)", co-estrelando com Pat Place.
Por volta da metade da década de 80, ela criou sua própria gravadora e plublicadora "Widowspeak", na qual ela continuou a lançar seu próprio material, desde músicas a Spoken Word.
Mais tarde, ela foi considerada pelo jornal The Boston Phoenix como "uma das 10 mais influentes artistas de performance dos anos 90". A carreira solo de Lunch contou com colaborações de vários músicos, entre eles J. G. Thirlwell, Kim Gordon, Thurston Moore, Nick Cave, Marc Almond, Billy Ver Plank, Steven Severin, Robert Quine, Sadie Mae, Rowland S. Howard, Michael Gira, The Birthday Party, Einstürzende Neubauten, Sonic Youth, Die Haut, Omar Rodriguez-Lopez, Black Sun Productions e a banda francesa Sibyl Vane, que pôs um de seus Spoken Words em uma música. Ela também atuou, escreveu e dirigiu filmes underground, algumas vezes colaborando com o cineasta e fotógrafo Richard Kern, e mais recentemente ela gravou e performou como uma artista "Spoken Word".
Em 1997 lançou a autobiografia "Paradoxia"..

## Livros
Livros de Lydia Lunch:
- AS-FIX-E-8 (1990 com Mike Matthews)
- Bloodsucker (1992 com Bob Fingerman)
- Incriminating Evidence. Last Gasp, 1992
- Adulterers Anonymous. Last Gasp, 1996
- Toxic Gumbo (1998 com Ted McKeever)
- Paradoxia: A Predator's Diary. Creation Books, 1999
- The Gun is Loaded. Black Dog Publishing London UK, 2007